# Papierflieger

Faltung eines Papierfliegers (Animation)

Ein Papierflieger (auch „Papierschwalbe“ genannt) ist ein aus Papier hergestelltes Flugobjekt. Er besitzt keinen eigenen Antrieb und wird im Regelfall durch Werfen gestartet. Allerdings ist es auch möglich, ihn mit einer Modellrakete oder einem Katapult zu starten. Die Beschäftigung mit Papierfliegern ist heute vor allem ein Hobby, wird aber mitunter auch für die Simulation von Flugeigenschaften oder für andere experimentelle Zwecke benötigt.

Einfache Version eines Faltfliegers

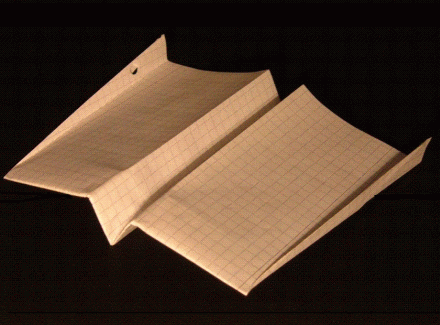
Ken Blackburn (1994): Weltrekordflieger

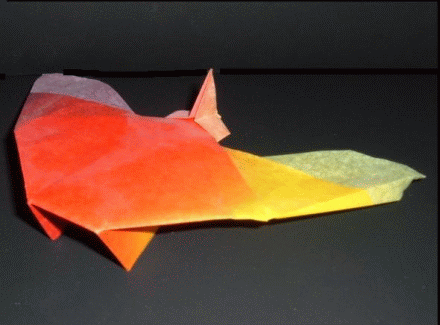
Dieter Michael Krone (2001): Motte

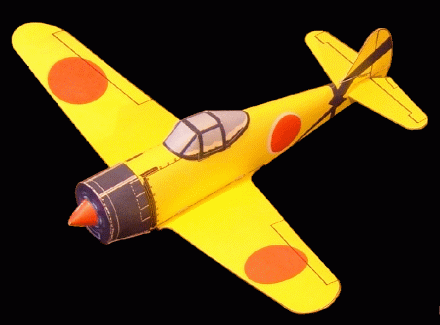
Wallis Rigby (1940er Jahre): Zero

Gerhard Katz (1953): Vampire

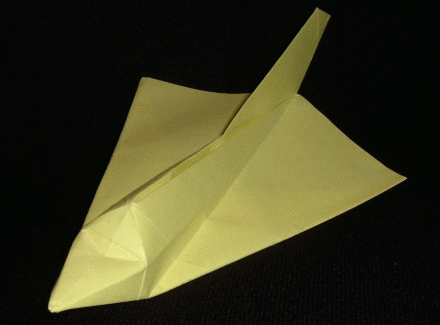
Takuo Toda (1999): Shuttle

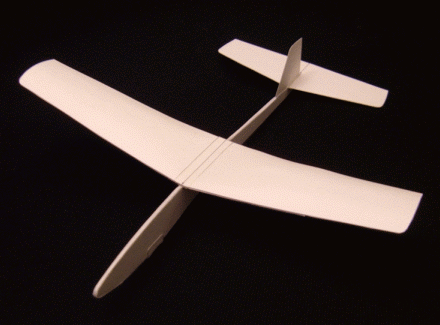
Yasuaki Ninomiya (1995): N-424

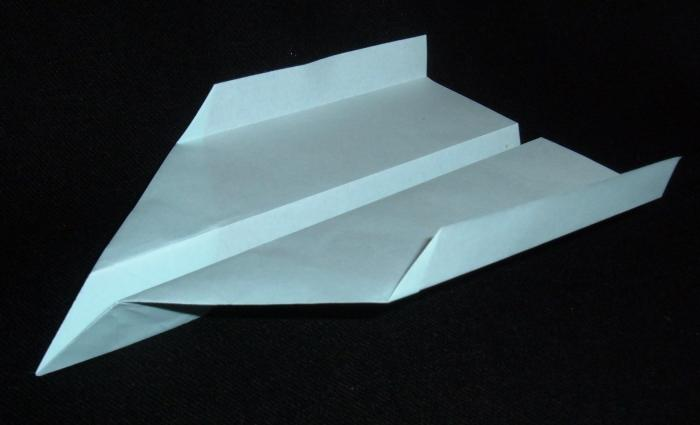
Glynns Gleiter flog am 19. September 1997 eine Strecke von 28,7 m

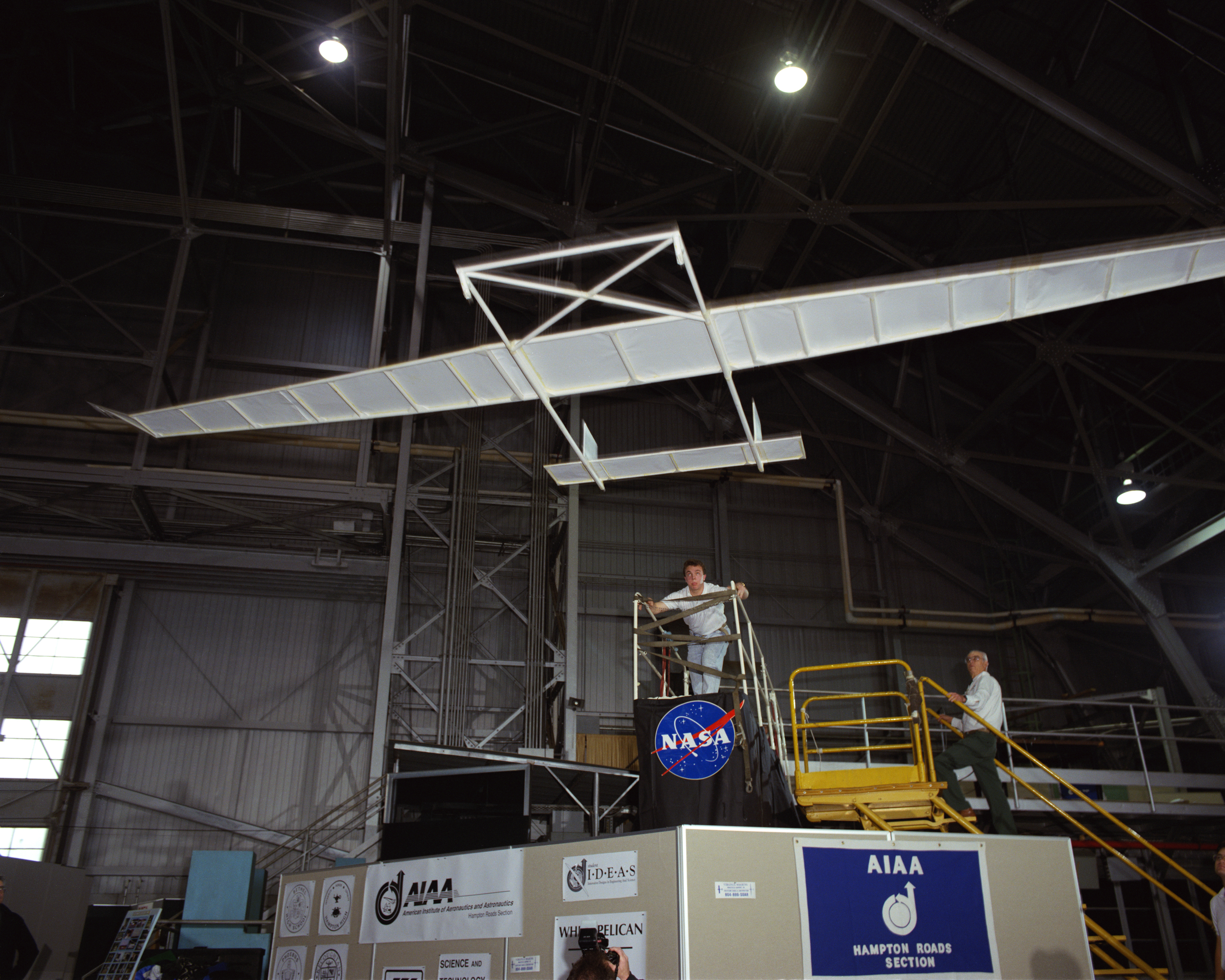
Die NASA startete das bis dahin größte Papierflugzeug der Welt – Spannweite 9,296 m. 25. Mai 1992

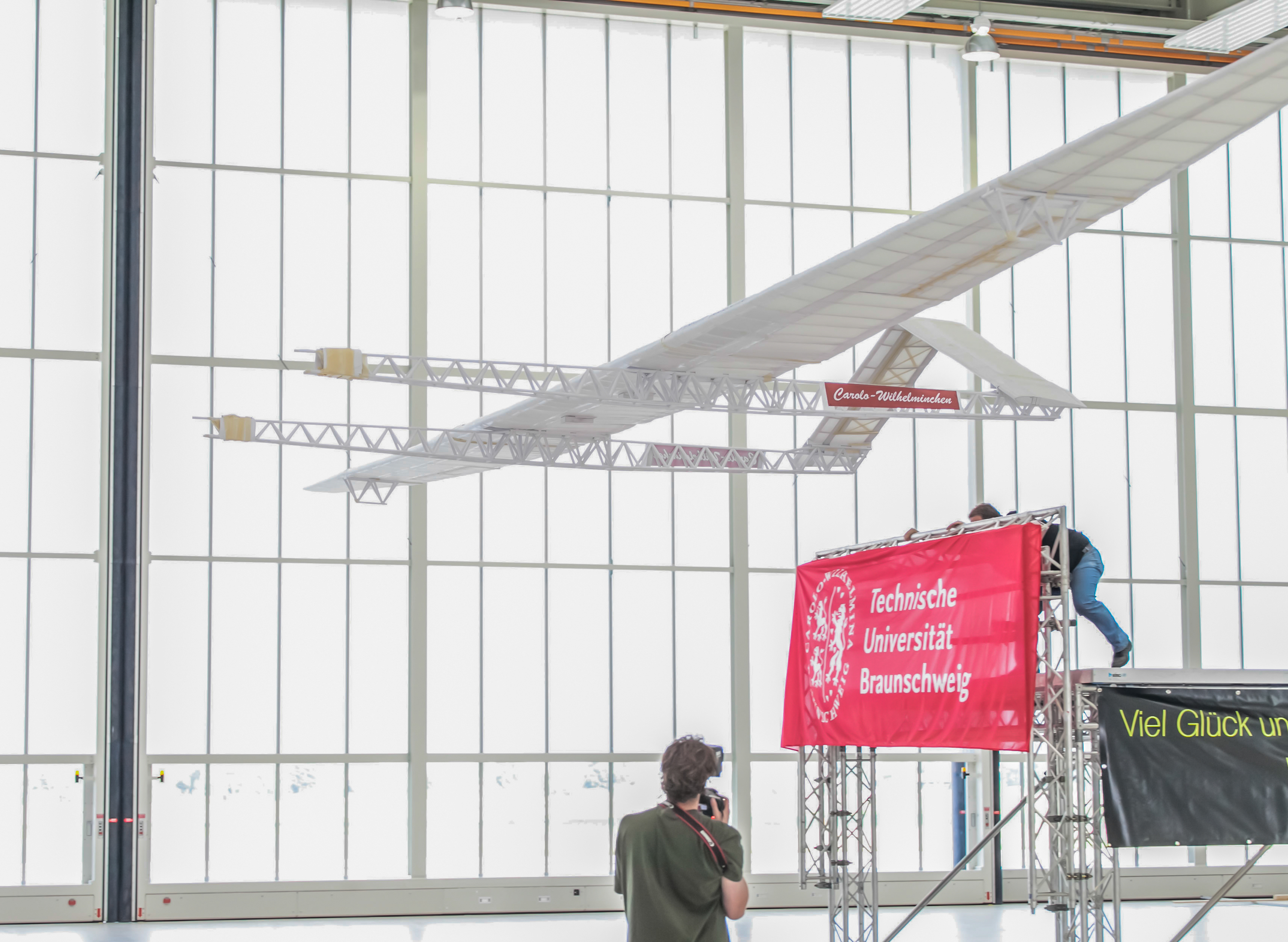
Das aktuell größte Papierflugzeug der Welt Carolo-Wilhelminchen – Spannweite 18,21 m, 28. September 2013

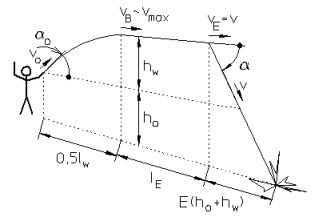
Flugbahn eines Wurf-Gleiters

## Formen von Papierfliegern
Ein wesentliches Merkmal des Papierfliegers sind seine meist dünnen Tragflächen. Profile, wie sie im Flugzeugbau üblich sind, eignen sich aus physikalischen Gründen nicht für Papierflieger. Die nötige Stabilität muss daher auf anderem Weg erreicht werden.
Nach den Techniken ihrer Herstellung werden Papierflieger in Faltflieger und Papierflugzeuge unterteilt.

### Faltflieger
Faltflieger werden in der Regel aus einem, manchmal auch aus mehreren Blatt Papier hergestellt.
Die Verwendung von Klebstoff oder die Beschädigung des Papiers sind verpönt, Klebeband oder zusätzliche Anbaumassen wie Briefklammern kommen hingegen vor. Wenn Faltflieger ausschließlich durch Falten entstehen und keine zusätzlichen Applikationen enthalten, werden sie auch Origami-Flieger oder Oriplane genannt.

### Papierflugzeuge
Kleine Flugzeuge, die aus Papier bestehen, basieren auf zum Teil aufwendigem Flugmodellbau. Hier wird Papier, Karton oder Pappe lediglich als Werkstoff verwendet. Papierflugzeuge sollten zu mehr als 75 % aus Papier bestehen.

## Geschichte
Die Idee, Papierspielzeuge zu basteln, stammt aus China, wo schon vor 2000 Jahren Drachenflieger eine beliebte Unterhaltungsmöglichkeit darstellten. Die erste Erwähnung von Origami-Objekten in China stammt jedoch erst aus dem 17. Jahrhundert.
In Europa gilt Leonardo da Vinci als Urvater der Papierfliegerei. In seiner Nachfolge haben viele Pioniere der Luftfahrt mit Papierfliegern experimentiert. Überliefert sind beispielsweise Modelle von Sir George Cayley, Alphonse Pénaud und Otto Lilienthal. Die erste Veröffentlichung über Papierflieger ist wohl das Buch „Model Gliders“ von E. W. Twining von 1909. Das erste deutschsprachige Buch mit dem Titel „Das kleine Buch vom Papierflugzeug“, Autor Gerhard Katz, erschien 1953.
Im Jahr 1967 fand der von Howard Luck Gossage für die Zeitschrift „Scientific American“ organisierte „1st International Paper Airplane Competition“ statt. Darauf folgte im Jahre 1985 der „2nd Great International Paper Airplane Contest“. Beide Wettbewerbe sind Bestandsaufnahmen der Papierflieger dieser Zeit. Trotz zahlreicher älterer Quellen ist nicht sicher, wo genau viele der heute bekannten Modelle und Designs entstanden sind.

## Flugverhalten
Der Flug eines Papierfliegers wird durch folgende Aspekte beeinflusst:

### Material
- Papiersorte(n)
- Papiergröße(n)
- Anbaumassen (Brief- und Heftklammern, kleine Münzen usw.)
- Klebstoff etc.

### Gestaltung
- Flügelform (-Geometrie)
- Flügelfläche (-Größe)
- Flügelstellung (V-Stellung)
- Schwerpunktlage
- Stabilisatoren (Flugzeugleitwerk, Winglets usw.)
- Spitzenform

### Abwurf
- Haltepunkt (wo der Flieger angefasst wird)
- Abwurfgriff (wie der Flieger angefasst wird)
- Abwurfwinkel
- Abwurfgeschwindigkeit
- Abwurfhöhe

### Umgebung
- Winde (Richtung & Stärke)
- Thermik
- Luftfeuchtigkeit

## Physik
Das Verhalten von Papierfliegern in der Luft lässt sich mit guter Näherung mittels Schulmathematik voraussagen.
Je nach Konstruktion bewegen sich Papierflieger ballistisch und/oder aerodynamisch durch die Luft. Reine Ballisten nennt man Werfer, alle übrigen werden Gleiter genannt.

### Werfer
Ein reiner Werfer bewegt sich auf einer ballistischen Kurve durch die Luft. Eine gute Näherung für seine Flugbahn ist die Wurfparabel, welcher er exakt folgen würde, wenn es den Luftwiderstand nicht gäbe.

### Gleiter
Auch ein Gleiter lässt sich ballistisch starten. Nach dem Erreichen des Scheitelpunktes der ballistischen Kurve wird seine Bewegung jedoch zum aerodynamischen Flug. Gleitflieger verhalten sich im aerodynamischen Flug ähnlich wie richtige Flugzeuge oder Vögel. Im Gegensatz zu diesen sind Papierflieger aber klein und bewegen sich mit geringer Geschwindigkeit, weshalb ihre Tragflächen wie bei Insekten laminar und nicht turbulent umströmt werden.
Eine spezielle Form des Gleiter ist der sogenannte Spazierflieger, englisch auch walk along glider genannt. Bei diesem Papierflugzeugtyp ist die Fluggeschwindigkeit so gewählt, dass sie in etwa der Gehgeschwindigkeit eines Menschen entspricht. Erzeugt dieser Mensch im Nachlaufen mit seinen Händen, einem Brett oder ähnlichem einen Aufwind, welcher mit der Sinkgeschwindigkeit des Gleiters korrespondiert, so fliegt dieser vor der Person in konstanter Höhe. Durch Veränderung von Stärke und Richtung des Aufwindes lässt sich der Spazierflieger steuern.

## Wettbewerbe
Das Werfen von Papierfliegern hat vor allem bei Kindern Tradition, doch Anfang des 21. Jahrhunderts etablierte sich das Papierfliegen auch als Sportart. Vor allem bei Studenten kommt die Sportart, bei der es sowohl auf das Physische als auch auf das Geistige ankommt, sehr gut an.

### Red Bull Paper Wings
Im Laufe der Jahre hat sich vor allem ein Wettbewerb herauskristallisiert, die Red Bull Paper Wings. Zwar gibt es im Papierfliegen keine offiziellen Weltmeisterschaften, doch die Red Bull Paper Wings nennen sich auch World Championships. Sie finden seit 2006 alle 3 Jahre früh im Mai in Salzburg im Hangar 7 statt.

## Rekorde
Für Papierflieger gibt es keine offiziellen Weltmeisterschaften. Dennoch existieren verschiedene Rekorde, welche allerdings unter unterschiedlichen Wettbewerbsbedingungen mit zum Teil stark voneinander abweichenden Regeln aufgestellt wurden. Untereinander sind diese Leistungen deshalb nur schwer vergleichbar.

### Guinnessbuch der Rekorde
Im Guinnessbuch der Rekorde sind folgende Daten aufgeführt:
- Flugdauer: 29,2 s – Takuo Toda (戸田 拓夫), Japan (19. Dezember 2010)[2]
- Flugweite: 88,318 m – Dillon Ruble, Nathaniel Erickson, Garrett Jensen, USA (2. Dezember 2022)[3]
- Größtes Papierflugzeug: 18,21 m Spannweite – Team von Studenten und Mitarbeitern der TU Braunschweig (28. September 2013).[4] Ein in den USA gebautes Papierflugzeug mit 19,5 Meter Länge steht nicht im Guinnessbuch der Rekorde, da es nicht die Mindestflugweite von 15 Metern leistet.[5]

### Red Bull Paper Wings
Die Red Bull Paper Wings führen als Rekordhalter:
- Flugdauer: 27,6 s – Ken Blackburn, USA (1998)
- Flugweite: 69,14 m – Joe Ayoob / John M. Collins, USA (26. Februar 2012)

### Origami-Flieger
- Weltrekord – Flugdauer:
24,91 s – Takuo Toda (戸田 拓夫), Japan (28. März 2009) Format DIN A5
- Nationale Rekorde – Flugweite:
Deutschland: 38,00 m – Alexander Schwarz, 5. Februar 2015, Format DIN A4/Letter
Japan: 37,92 m – Kishiura Takeshige (岸浦　武繁), 28. März 2009, Format DIN A4/Letter
Großbritannien: 28,7 m – Robin Glynn, GB (19. September 1997) Format DIN A4/Letter
- Nationale Rekorde – Flugdauer:
USA: 18,8 s – Ken Blackburn, 17. Februar 1994; Format DIN A4/Letter

### Andere
- „Arturo’s Desert Eagle“ (deutsch: „Wüstenadler“) mit 14 m Länge bei 7 m Spannweite und 360 kg Masse – das vergrößerte Kartonmodell eines Papierfaltfliegers – ist am 21. März 2012 aus 800 m Höhe 1,5 km weit und fast 160 km/h schnell geflogen. Das Modell wurde realisiert vom Pima Air & Space Museum gemeinsam mit der Arizona Aerospace Foundation nach einem Entwurf von Arturo Valdenegro (12 Jahre) aus Arizona, USA.[6][7]

## Motorisierung

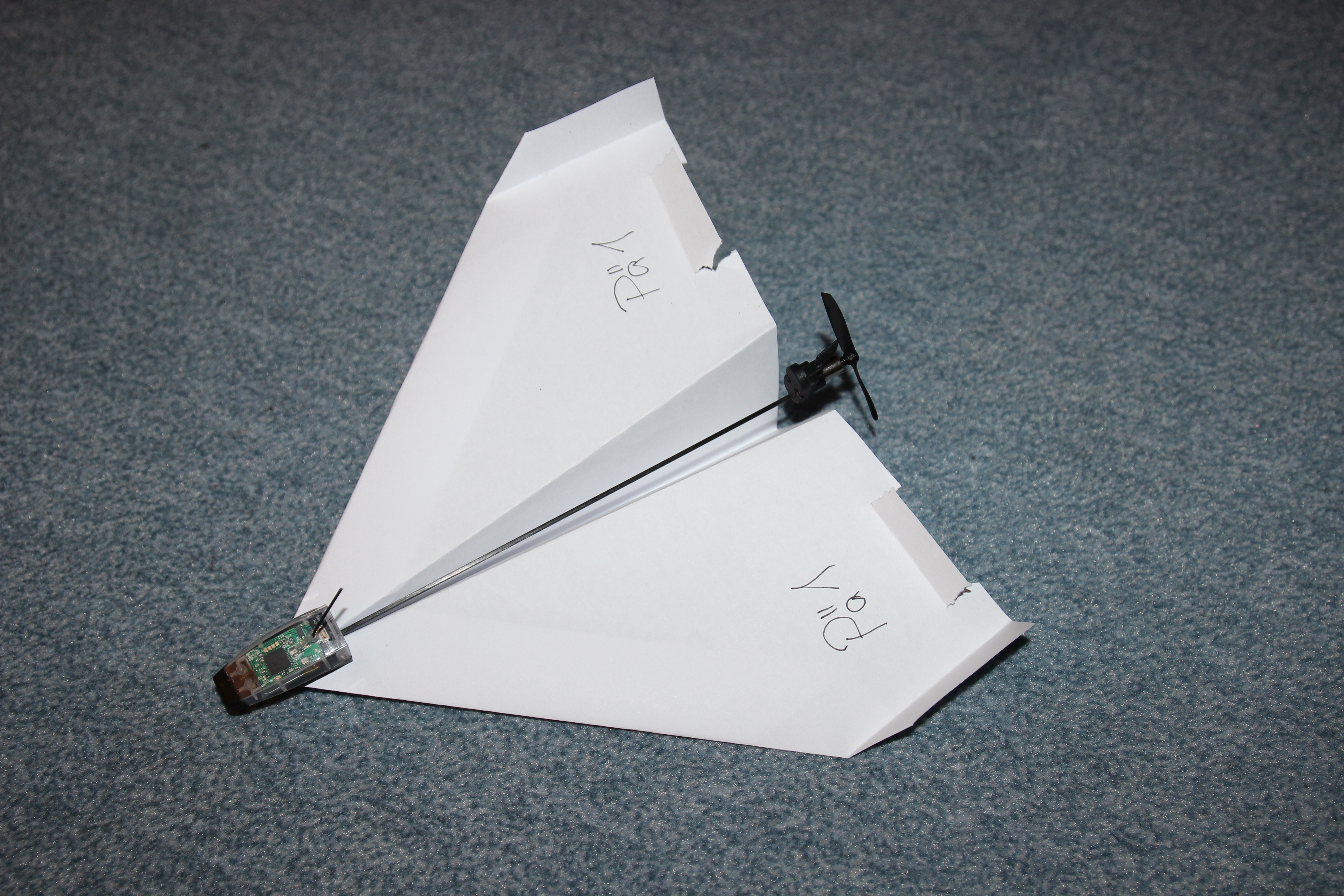
Motorisierter Papierflieger

Mit einem sogenannten „Smart-Modul“-Antrieb, der an Papierflieger auf Basis von A4-Format-Papierbögen geklemmt werden kann, können Papierflieger motorisiert und ferngesteuert werden. Das Antriebsmodul besteht aus einer dünnen Stange (dem Rumpf), die am hinteren Ende einen elektrisch angetriebenen Druckpropeller und ein Seitenruder trägt und vorn einen Empfänger mit integriertem Akku und einer Steuerelektronik. Es wird per Bluetooth mit einer für das Antriebsmodul entwickelten App für Smartphones gekoppelt. Die App wertet die Lagesensoren des Smartphones aus und überträgt die Veränderungen als Steuerbefehle an das Antriebsmodul.